# スーパーJリーグマッチ
『スーパーJリーグマッチ』はテレビ埼玉のJリーグ実況中継のタイトル。
テレビ埼玉はJリーグ発足以来、浦和レッドダイヤモンズのホームゲームをほぼ全試合完全中継していた。1999年に大宮アルディージャがJ2リーグ参戦を果たしてからは、年数試合大宮戦も放送。サッカーどころ・埼玉にふさわしく、サッカーの中継本数が地上波で比較的多く放送されていることで知られている。

## 中継体裁
- 原則としてナイトゲームは生中継。デーゲームについては、かつてはウィークデーが祝日と重なる場合生中継になることもあったが、土曜日・日曜日は中央競馬ワイド中継→JRA競馬中継との絡みもあり、録画中継が多かった。録画中継で二重音声放送の場合、主音声では普通の中継放送を、副音声でその試合の結果を踏まえた上での解説を行っていた。しかし、独立局制作の競馬中継がLIVE&REPORT 中央競馬中継を最後に終了となってからは、一部を除き放送される試合すべてが生中継となった。
- 2005年度からレッズ戦に関しては「レッズスーパーマッチ」、アルディージャ戦は「アルディージャエキサイトマッチ」して放映する。また2013年度のアルディージャ主管試合の中継では同クラブのユニフォームサプライヤーである「アンダーアーマー」（日本販売代理店・（株）ドーム）が冠協賛しており「アルディージャエキサイトマッチ・Powerd by Under Armour」として放送された。
- 2005年12月より全試合ハイビジョン制作で放送している。独立局において、Jリーグ中継のハイビジョン放送はテレ玉が最も早い。
- 2011年にはマルチチャンネル編成を利用し、県内（さいたま市内）で同時開催となった県勢の試合を、031chで浦和、032chで大宮に分けて生中継したことがあった。現在では、031chの放送枠で収まらなかった場合には032chで延長している。
- 2012年より2016年までは大宮主管試合について、日本プロサッカーリーグ・Jリーグメディアプロモーションからの委託を受けて、スカパー!「Jリーグ中継」の映像を製作していた。ただし、映像と解説・実況はテレ玉とスカパー!で別々のものになっていた。また、2018年よりザスパクサツ群馬のDAZNでの中継を制作している。
- 2017年よりDAZN制作の中継をネットするようになってからネット受けが増えて、特に2019年は浦和主管試合三試合[2] と大宮主管試合一試合[3] を除いて・2020年は中継した試合全てがDAZN制作になった。2021年以降は自社制作を再開したが、自社制作をする場合でも映像はDAZNが制作した映像を使い、解説と実況をテレ玉独自に差し替える方式を取っている。また、リポーターは配置されなくなった。
- DAZN制作をネットする場合は、放送開始時と後半開始時に『Jリーグ公式映像にてお送りしています』とテロップが出る。特にテレ玉で放送されることについて触れることはなく提供クレジットもテレ玉側で独自に挿入しており、放送時間内に中継しきれない際は画面上部にそのことを伝えるテロップが表示されるだけで飛び降りポイントも設けていない。そのためぶつ切りで提供クレジットを挿入し通常のED→次回の放送予定[4] と流して放送を終了する。

## 実況アナウンサー

### レギュラー
- 上野晃（レッズ戦中心）
- 山田泰三（アルディージャ戦中心）

### ゲスト
- 倉敷保雄（さいたまダービー　2005年10月より不定期。ダービー以外では上野不在時の代役も担当）
- 矢野吉彦（土曜日はテレビ東京の競馬中継出演のため、日曜か平日開催での登場　同じ埼玉県のラジオNACK5の実況も担当）

### 過去のレギュラー
- 渡邊哲夫（アルディージャ戦中心）

## リポーター
- 現在は、リポーター自体を設けていない。